# Karma (film 1986)
Karma è un film del 1986 diretto da Subhash Ghai

## Colonna sonora
Musiche di Laxmikant-Pyarelal.
1. Dilip Kumar – Karma (Introduction)
2. Manhar Udhas, Mohammad Aziz, Suresh Wadkar – Mera Karma Tu
3. Mohammad Aziz, Kavita Krishnamurthy – Aye Watan Tere Liye
4. Dilip Kumar, Mohammad Aziz, Kavita Krishnamurthy – Aye Sanam Tere Liye
5. Manhar Udhas, Anuradha Paudwal – Maine Rab Se Tujhe
6. Kishore Kumar, Mahendra Kapoor, Manhar Udhas – De Daru
7. Kishore Kumar, Kavita Krishnamurthy – Na Jaiyo Pardes
8. Anuradha Paudwal – Aye Mohabbat Teri Dastan